# 福贡石楠
福贡石楠（学名：Photinia tsaii）为蔷薇科石楠属下的一个种。

## 扩展阅读
- 維基物種上的相關：福贡石楠